# راکیرا
راکیرا (انگلیسی: Ráquira) نام شهری در کشور کلمبیا است. از شمال با تینجاکا و سوتامارچان، در جنوب با گواچتا، کوندینامارکا، از شرق با ساچیکا و ساماکا و از غرب با سن میگل دو سما و دریاچه فوکهنه همسایه است.